# A Woman Can Change Her Mind
A Woman Can Change Her Mind är ett album från 2012 av Jill Johnson.

## Låtlista
1. A Woman Can Change Her Mind
2. The Chill
3. Fast Trip Up
4. Jacked Up Heart
5. Are You Feeling It Now
6. Over a Man
7. Scene of the Crime
8. The Whiskey’s Working
9. Hurting Out Loud
10. That Boy Is a Long Story
11. Nobody’s Getting Out of This Love
12. Looking for Home
13. White Lightning
14. Come Wake Me Up (med Rascal Flatts)

## Listplaceringar
| Lista (2012-2013) | Topplacering |
| ----------------- | ------------ |
| Sverige           | 3            |

### Fotnoter
1. ↑  ”Discography” (på engelska). Jill Johnsons webbplats. 13 mars 2012. Arkiverad från originalet den 21 februari 2013. https://web.archive.org/web/20130221123122/http://jilljohnson.se/2012-11-07-a-woman-can-change-her-mind-cd/. Läst 15 november 2012.
2. ↑  ”A Woman Can Change Her Mind”. Svensk mediedatabas. 13 mars 2012. http://smdb.kb.se/catalog/id/002857879. Läst 15 november 2012.
3. ↑  ”A Woman Can Change Her Mind”. Hitparad. 2012-2013. http://hitparad.se/showitem.asp?interpret=Jill+Johnson&titel=A+Woman+Can+Change+Her+Mind&cat=a. Läst 16 november 2012.